# Siliștea Gumești
Siliștea Gumești là một xã thuộc hạt Teleorman, România. Dân số thời điểm năm 2002 là 2998 người.